# Икиластемір
Икиластемі́р (каз. Ықыластемір) — село у складі Ордабасинського району Туркестанської області Казахстану. Входить до складу Буржарського сільського округу.
У радянські часи село називалось Икластемір.
Населення — 958 осіб (2021; 853 у 2009, 788 у 1999, 661 у 1989).